# Christine Andreas
Christine Andreas (Camden, 1º ottobre 1951) è un'attrice e soprano statunitense, nota soprattutto come interprete di musical.
Debutta a Broadway nel 1974 e nel 1976 vince il Theatre World Award per My Fair Lady. Nel 1979 interpreta Laurey in Oklahoma! e viene candidata al Tony Award alla miglior attrice protagonista in un musical, ma il premio viene vinto da Patti LuPone per Evita. Nel 1983 per On Your Toes riceve una nomination al Tony Award alla miglior attrice non protagonista in un musical, di nuovo senza vincerlo. Altri musical in cui ha recitato sono The Light in the Piazza (Tour, 2006) e La Cage aux Folles (Broadway, 2010).